# Gerhard Steffens
Gerhard Steffens (* 2. Oktober 1927 in Glatz, Landkreis Glatz; † 3. Februar 1998 in Remagen) war ein deutscher Politiker (CDU).

## Leben und Wirken
Steffens wuchs in Schlesien auf und erlangte 1944 die Mittlere Reife an einer Realschule. Am 20. Februar 1944 beantragte er die Aufnahme in die NSDAP und wurde zum 20. April desselben Jahres aufgenommen (Mitgliedsnummer 10.063.934). Nach der Vertreibung ließ er sich in Bad Breisig nieder. Er absolvierte von 1947 bis 1949 eine Ausbildung für den gehobenen Forstdienst, besuchte danach bis 1952 die Forstschule in Hachenburg und übte im Anschluss den Beruf eines Försters aus. Ab 1956 war er als Revierbeamter bei der Revierförsterei in Bad Breisig tätig. 1964 wurde er zum Oberförster und 1971 zum Forstamtmann befördert.
Er war seit 1952 Mitglied der CDU, von 1969 bis 1979 war er Vorsitzender des CDU-Ortsverbandes Bad Breisig. Ab 1964 war er zunächst Mitglied des Gemeinderates Bad Niederbreisig und ab 1969 bis 1974 des Stadtrates Bad Breisig und dort Vorsitzender der CDU-Fraktion. Von 1969 bis 1980 sowie von 1989 bis 1990 war er Mitglied des Kreistags Ahrweiler. Von 1980 bis 1994 war Steffens als Erster Deputierter bzw. Erster Beigeordneter Stellvertreter des Landrates des Kreises Ahrweiler. In dieser Funktion war er vor allem an der Umsetzung der kommunalen Gebietsreform in den 1960er und 1970er Jahren beteiligt.
Steffens war vom 24. November 1980, als er für den ausgeschiedenen Karl Deres nachrückte, bis 1996 Abgeordneter im Landtag Rheinland-Pfalz (9. bis 12. Wahlperiode). Bei den Landtagswahlen 1983 und 1987 wurde er jeweils über einen Listenplatz der CDU gewählt, bei der Landtagswahl 1991 gewann er das Direktmandat im Wahlkreis 13 (Remagen/Sinzig). Im Landtag war er von 1980 bis 1987 Mitglied des Ausschusses für Landwirtschaft, Weinbau und Forsten sowie des Petitionsausschusses und von 1987 bis 1996 Mitglied des Innenausschusses.
Gerhard Steffens war seit 1952 verheiratet und Vater von zwei Töchtern.

## Auszeichnungen
- 1980: Konrad-Adenauer-Medaille
- 1990: Verdienstkreuz am Bande der Bundesrepublik Deutschland